# Oier Olazábal Paredes
Oier Olazábal Paredes (Irun, 14 de setembre de 1989) és un futbolista professional basc, que juga com a porter.

## Carrera esportiva
Va començar a jugar a les categories inferiors del Real Unión de Irún, l'equip del seu poble. A l'equip juvenil va començar a destacar, despertant l'interès de grans clubs com la Reial Societat, el Reial Madrid o el Liverpool FC, però finalment va fitxar pel planter del FC Barcelona l'estiu de 2007, on va passar a ser el porter titular del FC Barcelona Atlètic.
L'agost de 2007 va debutar amb el primer equip en un partit amistós durant la gira asiàtica del Barça, jugant mitja part contra el Beijing Guoan.
El gener de 2008 va debutar en partit oficial a la Copa del Rei quan el porter suplent, Albert Jorquera es va lesionar.
El seu debut a Primera Divisió va ser el 17 de maig del 2009 a l'ONO Estadi en un Reial Mallorca 2 - FC Barcelona 1.
El juliol de 2014 el FC Barcelona va arribar a un acord pel traspàs d'Oier al Granada CF. El traspàs no incloïa transacció econòmica, però el Barça es reservà drets econòmics sobre un futur traspàs del porter basc. Oier va signar amb el club andalús per quatre anys. El 25 d'agost de l'any següent, fou cedit a la Reial Societat, per la temporada 2015-16.
El 31 de gener de 2020 es va fer oficial el seu fitxatge pel RCD Espanyol en el mercat d'hivern, per un milió d'euros, procedent del Llevant UE. A causa de la sanció a Diego López, va debutar el 13 de juny com al 70è porter en la història del club en una victòria per 2–0 contra el Deportivo Alavés.

## Internacional
El 30 de desembre de 2016, Oier va jugar el seu únic partit amb la selecció basca, en disputar la segona part d'una victòria per 3–1 contra Tunísia a l'estadi de San Mamés.

## Palmarès

### Amb el FC Barcelona
- 1 Copa del Rei (2008-09)
- 1 Lliga (2008-09)
- 1 Lliga de Campions (2008-09)
- 1 Supercopa d'Europa (2011)[10]